# À nos héros du quotidien
 (janvier 2021).
Si vous disposez d'ouvrages ou d'articles de référence ou si vous connaissez des sites web de qualité traitant du thème abordé ici, merci de compléter l'article en donnant les références utiles à sa vérifiabilité et en les liant à la section « Notes et références ».
 (novembre 2020).
À nos héros du quotidien est une chanson du chanteur français Soprano. Elle est publiée le 9 novembre 2018 en tant que huitième single de son cinquième album studio Phœnix.

## Clip vidéo
Le clip est sorti le 10 octobre 2019. Il comptabilise plus de 76 millions de vues sur YouTube en novembre 2023. Il est également nommé aux NRJ Music Awards 2020 dans la catégorie Clip de l’année.
Cette chanson est un hommage aux personnes qui œuvrent tous les jours pour rendre la vie des autres plus belle.
Durant le confinement de mars-mai 2020 lié à la pandémie de Covid-19, la chanson a été reprise par plusieurs personnes comme un hymne en hommage aux personnels soignants et autres personnes qui ont continué à travailler alors que la majorité de la population française était confinée chez elle,,.

## Classements et certifications

### Classements hebdomadaires
| Classements (2019-2020)                 | Meilleure position |
| --------------------------------------- | ------------------ |
| France (SNEP)                           | 64                 |
| France (SNEP Ventes)                    | 5                  |
| Belgique (Wallonie Ultratop 50 Singles) | 17                 |
| Suisse (Charts Romandie)                | 10                 |

### Certifications
| Région                                                                                                 | Certification | Ventes/Streams |
| --- | ------------- | -------------- |
| France (SNEP)                                                                                          | Platine       | 25 000 000*    |
| *Ventes selon la certification ^Mise en rayon selon la certification xNon précisé par la certification |               |                |